# Marila
Marila es un género de plantas perteneciente a la familia Calophyllaceae.  Comprende 34 especies descritas y de estas, solo 11 aceptadas.   Se encuentran en el Neotrópico, en México y las Antillas hasta Bolivia.

## Descripción
Son árboles, que alcanzan un tamaño de 10 m de alto, con ramitas menudamente pubescentes, savia resinosa, algo café, clara; plantas hermafroditas. Hojas oblongo-elípticas, 10–22 cm de largo y 5–10 cm de ancho, ápice agudo con el acumen corto, base aguda a ocasionalmente redondeada, densamente café-puberulentas, nervios laterales impresos en la haz, prominentes en el envés y enlazados cerca del margen, mayormente a 1–1.5 cm de distancia; pecíolos 1–2 cm de largo, acanalados adaxialmente. Inflorescencias axilares, racemosas, con muchas flores; flores verdes, fragantes; sépalos 5, pubescentes; pétalos 5 o menos; estambres numerosos; estilo alargado, estigma simple, cónico o globoso. Fruto una cápsula delgada, seca, 4–7 cm de largo, longitudinalmente dehiscente en 3–5 valvas; semillas diminutas, comosas en cada extremo.

## Taxonomía
El género fue descrito por Peter Olof Swartz y publicado en Nova Genera et Species Plantarum seu Prodromus 84. 1788. La especie tipo es: Marila racemosa Sw.

## Especies aceptadas
A continuación se brinda un listado de las especies del género Marila aceptadas hasta octubre de 2013, ordenadas alfabéticamente. Para cada una se indica el nombre binomial seguido del autor, abreviado según las convenciones y usos.
- Marila alternifolia Triana & Planch.
- Marila cespedesiana Triana & Planch.
- Marila domingensis Urb.
- Marila grandiflora Griseb.
- Marila lactogena Cuatrec.
- Marila laxiflora Rusby
- Marila magnifica Linden & Planch.
- Marila nitida Spruce ex Benth.
- Marila pluricostata Standl. & L.O. Williams
- Marila spiciformis McDearman & McDaniel
- Marila tomentosa Poepp.